# European Film Awards per il miglior film
L'European Film Awards per il miglior film viene assegnato al miglior film dell'anno dalla European Film Academy.

## Vincitori e candidati
L'elenco mostra il vincitore di ogni anno, seguito dai film che hanno ricevuto una candidatura. Per ogni film viene indicato il titolo italiano e titolo originale tra parentesi, regista e nazione.

### 1980
- 1988
  - Breve film sull'uccidere (Krótki film o zabijaniu), regia di Krzysztof Kieślowski ( Polonia)
  - Arrivederci ragazzi (Au Revoir Les Enfants), regia di Louis Malle ( Francia)
  - Il bosco animato (El bosque animado), regia di José Luis Cuerda ( Spagna)
  - Il cielo sopra Berlino (Der Himmel über Berlin), regia di Wim Wenders ( Germania)
  - Iacob, regia di Mircea Daneliuc ( Romania)
  - Pelle alla conquista del mondo (Pelle erobreren), regia di Bille August ( Danimarca/ Svezia)
  - Voci lontane... sempre presenti (Distant Voices, Still Lives), regia di Terence Davies ( Regno Unito)
- 1989
  - Paesaggio nella nebbia (Topio stin omichli), regia di Theo Angelopoulos ( Grecia,  Francia,  Italia)
  - A peso d'oro (Eldorádó), regia di Géza Bereményi ( Ungheria)
  - Belle speranze (High Hopes), regia di Mike Leigh ( Regno Unito)
  - Magnús, regia di Þráinn Bertelsson ( Islanda)
  - La piccola Vera (Malen'kaja Vera), regia di Vasilij Picul ( Unione Sovietica)
  - Ricordi della casa gialla (Recordações da Casa Amarela), regia di João César Monteiro ( Portogallo)

### 1990
- 1990
  - Porte aperte, regia di Gianni Amelio ( Italia)
  - ¡Ay, Carmela!, regia di Carlos Saura ( Spagna)
  - Cyrano de Bergerac, regia di Jean-Paul Rappeneau ( Francia)
  - La fiammiferaia (Tulitikkutehtaan tyttö), regia di Aki Kaurismäki ( Finlandia)
  - La madre (Mat), regia di Gleb Anatol'evič Panfilov ( Unione Sovietica)
  - Przesłuchanie, regia di Ryszard Bugajski ( Polonia)
  - Skyddsängeln, regia di Suzanne Osten ( Svezia)
- 1991
  - Riff Raff - Meglio perderli che trovarli (Riff-Raff), regia di Ken Loach ( Regno Unito)
  - Passioni violente (Homo Faber), regia di Volker Schlöndorff ( Germania)
  - Le Petit Criminel, regia di Jacques Doillon ( Francia)
- 1992
  - Il ladro di bambini, regia di Gianni Amelio ( Italia)
  - Gli amanti del Pont-Neuf (Les amants du Pont-Neuf), regia di Leos Carax ( Francia)
  - Vita da bohème (La vie de bohème), regia di Aki Kaurismäki ( Finlandia)
- 1993
  - Urga - Territorio d'amore (Urga ), regia di Nikita Sergeevič Michalkov ( Unione Sovietica)
  - Benny's Video, regia di Michael Haneke ( Austria)
  - Un cuore in inverno (Un coeur en hiver), regia di Claude Sautet ( Francia)
- 1994
  - Lamerica, regia di Gianni Amelio ( Italia,  Francia,  Svizzera,  Austria)
  - Nel nome del padre (In the Name of the Father), regia di Jim Sheridan ( Regno Unito)
  - Tre colori - Film bianco (Trois couleurs: Blanc), regia di Krzysztof Kieślowski ( Francia/ Polonia/ Svizzera)
  - Tre colori - Film blu (Trois couleurs: Bleu), regia di Krzysztof Kieślowski ( Francia/ Polonia/ Svizzera)
  - Tre colori - Film rosso (Trois couleurs: Rouge), regia di Krzysztof Kieślowski ( Francia/ Polonia/ Svizzera)
- 1995
  - Terra e libertà (Land and Freedom), regia di Ken Loach ( Regno Unito,  Spagna, Germania,  Italia,  Francia)
  - Incontri a Parigi (Les rendez-vous de Paris), regia di Éric Rohmer ( Francia)
  - Lo sguardo di Ulisse (To Vlemma tou Odyssea), regia di Theo Angelopoulos ( Grecia)
- 1996
  - Le onde del destino (Breaking the Waves), regia di Lars von Trier ( Danimarca,  Svezia,  Francia,  Paesi Bassi,  Norvegia,  Islanda,  Finlandia,  Italia,  Germania, Stati Uniti)
  - Kolya, regia di Jan Svěrák ( Rep. Ceca)
  - Segreti e bugie (Secrets & Lies), regia di Mike Leigh ( Regno Unito)
- 1997
  - Full Monty - Squattrinati organizzati (The Full Monty), regia di Peter Cattaneo ( Regno Unito)
  - Capitan Conan (Capitaine Conan), regia di Bertrand Tavernier ( Francia)
  - Il cerchio perfetto (Savrseni krug), regia di Ademir Kenović ( Bosnia ed Erzegovina)
  - Il ladro (Vor), regia di Pavel Chukhraj ( Russia)
  - Il paziente inglese (The English Patient), regia di Anthony Minghella ( Regno Unito)
  - Il quinto elemento (Le cinquième élément), regia di Luc Besson ( Francia)
- 1998
  - La vita è bella, regia di Roberto Benigni ( Italia)
  - The Butcher Boy, regia di Neil Jordan ( Irlanda)
  - Carne trémula, regia di Pedro Almodóvar ( Spagna)
  - Festen - Festa in famiglia (Festen), regia di Thomas Vinterberg ( Danimarca)
  - Lola corre (Lola rennt), regia di Tom Tykwer ( Germania)
  - My Name Is Joe, regia di Ken Loach ( Regno Unito)
  - La vita sognata degli angeli (La vie rêvée des anges), regia di Érick Zonca ( Francia)
- 1999
  - Tutto su mia madre (Todo sobre mi madre), regia di Pedro Almodóvar ( Spagna,  Francia)
  - Fucking Åmål - Il coraggio di amare), regia di Lukas Moodysson ( Svezia)
  - Mifune - Dogma 3 (Mifunes sidste sang), regia di Søren Kragh-Jacobsen ( Danimarca)
  - Moloch (Molokh), regia di Aleksandr Sokurov ( Russia)
  - Notting Hill, regia di Roger Michell ( Regno Unito)
  - Rosetta, regia di Jean-Pierre e Luc Dardenne ( Belgio)
  - Sunshine, regia di István Szabó ( Regno Unito)
  - Zona di guerra (The War Zone), regia di Tim Roth ( Regno Unito)

### 2000
- 2000
  - Dancer in the Dark, regia di Lars von Trier ( Danimarca,  Francia,  Germania,  Italia,  Svezia,  Regno Unito,  Stati Uniti)
  - Billy Elliot, regia di Stephen Daldry ( Regno Unito)
  - Galline in fuga (Chicken Run), regia di Peter Lord e Nick Park ( Regno Unito)
  - Il gusto degli altri (Le goût des autres), regia di Agnès Jaoui ( Francia)
  - Harry, un amico vero (Harry un ami qui vous veut du bien), regia di Dominik Moll ( Francia)
  - L'infedele (Trolösa), regia di Liv Ullmann ( Svezia)
  - Pane e tulipani, regia di Silvio Soldini ( Italia)
- 2001
  - Il favoloso mondo di Amélie (Le fabuleux destin d'Amélie Poulain), regia di Jean-Pierre Jeunet ( Francia/ Germania)
  - Il diario di Bridget Jones (Bridget Jones's Diary), regia di Sharon Maguire ( Regno Unito)
  - The Experiment - Cercasi cavie umane (Das Experiment), regia di Oliver Hirschbiegel ( Germania)
  - Intimacy - Nell'intimità (Intimacy), regia di Patrice Chéreau ( Francia)
  - Italiano per principianti (Italiensk for begyndere), regia di Lone Scherfig ( Danimarca)
  - The Others, regia di Alejandro Amenábar ( Spagna/ Francia/ Stati Uniti)
  - La pianista (La pianiste), regia di Michael Haneke ( Francia/ Austria)
  - La stanza del figlio, regia di Nanni Moretti ( Italia)
- 2002
  - Parla con lei (Hable con ella), regia di Pedro Almodóvar ( Spagna)
  - 8 donne e un mistero (8 femmes), regia di François Ozon ( Francia)
  - Bloody Sunday, regia di Paul Greengrass ( Regno Unito/ Irlanda)
  - Lilja 4-ever, regia di Lukas Moodysson ( Svezia)
  - Magdalene (The Magdalene Sisters), regia di Peter Mullan ( Regno Unito)
  - Il pianista (The Pianist), regia di Roman Polański ( Regno Unito/ Francia/ Polonia/ Germania)
  - Sognando Beckham (Bend It Like Beckham), regia di Gurinder Chadha ( Regno Unito)
  - L'uomo senza passato (Mies vailla menneisyyttä), regia di Aki Kaurismäki ( Finlandia)
- 2003
  - Good Bye, Lenin!, regia di Wolfgang Becker ( Germania)
  - Cose di questo mondo (In This World), regia di Michael Winterbottom ( Regno Unito)
  - Dogville, regia di Lars von Trier ( Danimarca)
  - La mia vita senza me (My Life Without Me), regia di Isabel Coixet ( Spagna/ Stati Uniti)
  - Piccoli affari sporchi (Dirty Pretty Things), regia di Stephen Frears ( Regno Unito)
  - Swimming Pool, regia di François Ozon ( Francia)
- 2004
  - La sposa turca (Gegen die Wand), regia di Fatih Akın ( Germania,  Turchia)
  - Un buco nel mio cuore (Ett Hål i mitt hjärta), regia di Lukas Moodysson ( Svezia)
  - Les choristes - I ragazzi del coro (Les choristes), regia di Christophe Barratier ( Francia)
  - La mala educación, regia di Pedro Almodóvar ( Spagna)
  - Mare dentro (Mar adentro), regia di Alejandro Amenábar ( Spagna)
  - Il segreto di Vera Drake (Vera Drake), regia di Mike Leigh ( Regno Unito)
- 2005
  - Niente da nascondere (Caché), regia di Michael Haneke ( Francia,  Germania,  Austria,  Italia)
  - L'Enfant - Una storia d'amore (L'Enfant), regia di Jean-Pierre e Luc Dardenne ( Belgio)
  - My Summer of Love, regia di Paweł Pawlikowski ( Regno Unito)
  - Non bussare alla mia porta (Don't Come Knocking), regia di Wim Wenders ( Stati Uniti)
  - Non desiderare la donna d'altri (Brødre), regia di Susanne Bier ( Danimarca)
  - La Rosa Bianca - Sophie Scholl (Sophie Scholl - Die letzten Tage), regia di Marc Rothemund ( Germania)
- 2006
  - Le vite degli altri (Das Leben der Anderen), regia di Florian Henckel von Donnersmarck ( Germania)
  - Breakfast on Pluto (Breakfast on Pluto), regia di Neil Jordan ( Regno Unito/ Irlanda)
  - The Road to Guantanamo, regia di Michael Winterbottom e Mat Whitecross ( Regno Unito)
  - Il segreto di Esma (Grbavica), regia di Jasmila Žbanić ( Bosnia ed Erzegovina)
  - Il vento che accarezza l'erba (The Wind That Shakes the Barley), regia di Ken Loach ( Irlanda)
  - Volver, regia di Pedro Almodóvar ( Spagna)
- 2007
  - 4 mesi, 3 settimane, 2 giorni (4 luni, 3 saptamâni si 2 zile), regia di Cristian Mungiu ( Romania)
  - Ai confini del paradiso (Auf der anderen Seite), regia di Fatih Akın ( Germania)
  - Persepolis, regia di Marjane Satrapi e Vincent Paronnaud ( Francia)
  - The Queen - La regina, regia di Stephen Frears ( Regno Unito)
  - L'ultimo re di Scozia (The Last King of Scotland), regia di Kevin Macdonald ( Regno Unito)
  - La vie en rose (La Môme), regia di Olivier Dahan ( Francia)
- 2008
  - Gomorra, regia di Matteo Garrone ( Italia)
  - La classe - Entre les murs (Entre les murs), regia di Laurent Cantet ( Francia)
  - Il divo, regia di Paolo Sorrentino ( Italia)
  - La felicità porta fortuna - Happy Go Lucky (Happy-Go-Lucky), regia di Mike Leigh ( Regno Unito)
  - The Orphanage (El orfanato), regia di Juan Antonio Bayona ( Spagna)
  - Valzer con Bashir (Waltz with Bashir), regia di Ari Folman ( Israele)
- 2009
  - Il nastro bianco, regia di Michael Haneke ( Germania,  Austria,  Francia,  Italia)
  - Fish Tank, regia di Andrea Arnold ( Regno Unito)
  - Lasciami entrare (Låt den Rätte Komma In), regia di Tomas Alfredson (Svezia)
  - The Millionaire (Slumdog Millionaire), regia di Danny Boyle ( Regno Unito)
  - Il profeta (Un prophète), regia di Jacques Audiard ( Francia)
  - The Reader - A voce alta (The Reader), regia di Stephen Daldry ( Germania,  Regno Unito)

### 2010
- 2010
  - L'uomo nell'ombra (The Ghost Writer), regia di Roman Polański ( Francia/ Germania/ Regno Unito)
  - Bal, regia di Semih Kaplanoğlu ( Turchia/ Germania)
  - Lebanon, regia di Samuel Maoz ( Israele/ Germania/ Francia)
  - Il segreto dei suoi occhi (El secreto de sus ojos), regia di Juan José Campanella ( Spagna/ Argentina)
  - Soul Kitchen, regia di Fatih Akın ( Germania)
  - Uomini di Dio (Des hommes et des dieux), regia di Xavier Beauvois ( Francia)
- 2011
  - Melancholia, regia di Lars von Trier ( Danimarca/ Svezia/ Francia/ Germania)
  - The Artist, regia di Michel Hazanavicius ( Francia)
  - Il discorso del re (The King's Speech), regia di Tom Hooper ( Regno Unito)
  - In un mondo migliore (Hævnen), regia di Susanne Bier ( Danimarca)
  - Miracolo a Le Havre (Le Havre), regia di Aki Kaurismäki ( Finlandia/ Francia/ Germania)
  - Il ragazzo con la bicicletta (Le Gamin au vélo), regia di Jean-Pierre e Luc Dardenne ( Belgio/ Francia/ Italia)
- 2012
  - Amour, regia di Michael Haneke ( Austria/ Francia/ Germania)
  - Cesare deve morire, regia di Paolo e Vittorio Taviani ( Italia)
  - Quasi amici - Intouchables (Intouchables), regia di Olivier Nakache e Éric Toledano ( Francia)
  - La scelta di Barbara (Barbara), regia di Christian Petzold ( Germania)
  - Shame, regia di Steve McQueen ( Regno Unito)
  - Il sospetto (Jagten), regia di Thomas Vinterberg ( Danimarca)
- 2013
  - La grande bellezza, regia di Paolo Sorrentino ( Italia/ Francia)
  - Alabama Monroe - Una storia d'amore (The Broken Circle Breakdown), regia di Felix Van Groeningen ( Belgio)
  - Blancanieves, regia di Pablo Berger ( Spagna/ Francia)
  - La migliore offerta, regia di Giuseppe Tornatore ( Italia)
  - Oh Boy - Un caffè a Berlino (Oh Boy!), regia di Jan Ole Gerster ( Germania)
  - La vita di Adele (La vie d'Adele - Chapitres 1 & 2), regia di Abdellatif Kechiche ( Francia/ Belgio/ Spagna)
- 2014
  - Ida, regia di Paweł Pawlikowski ( Polonia/ Danimarca/ Francia/ Regno Unito)
  - Forza maggiore (Force majeure), regia di Ruben Östlund ( Svezia/ Danimarca/ Francia/ Norvegia)
  - Leviathan (Leviafan), regia di Andrej Petrovič Zvjagincev ( Russia)
  - Nymphomaniac, regia di Lars von Trier ( Danimarca/ Regno Unito/ Francia/ Belgio)
  - Il regno d'inverno - Winter Sleep (Kış Uykusu), regia di Nuri Bilge Ceylan ( Turchia/ Francia/ Germania)
- 2015
  - Youth - La giovinezza (Youth), regia di Paolo Sorrentino  ( Italia/ Francia/ Regno Unito/ Svizzera)
  - The Lobster, regia di Yorgos Lanthimos  ( Regno Unito/ Irlanda/ Grecia/ Francia/ Paesi Bassi)
  - Mustang, regia di Deniz Gamze Ergüven ( Francia/ Germania/ Turchia)
  - Un piccione seduto su un ramo riflette sull'esistenza (En duva satt på en gren och funderade på tillvaron), regia di Roy Andersson  ( Svezia/ Francia/ Germania/ Norvegia)
  - Rams - Storia di due fratelli e otto pecore (Hrútar), regia di Grímur Hákonarson  ( Islanda/ Danimarca)
  - Victoria, regia di Sebastian Schipper  ( Germania)
- 2016
  - Vi presento Toni Erdmann (Toni Erdmann), regia di Maren Ade ( Germania/ Austria)
  - Elle, regia di Paul Verhoeven ( Francia/ Germania)
  - Io, Daniel Blake (I, Daniel Blake), regia di Ken Loach ( Regno Unito/ Francia)
  - Julieta, regia di Pedro Almodóvar ( Spagna)
  - Room, regia di Lenny Abrahamson ( Irlanda/ Canada)
- 2017
  - The Square, regia di Ruben Östlund ( Svezia/ Germania/ Francia/ Danimarca)
  - 120 battiti al minuto (120 battements par minute), regia di Robin Campillo ( Francia)
  - L'altro volto della speranza (Toivon tuolla puolen), regia di Aki Kaurismäki ( Finlandia)
  - Corpo e anima (Testről és lélekről), regia di Ildikó Enyedi ( Ungheria)
  - Loveless (Nelyubov), regia di Andrej Petrovič Zvjagincev ( Russia/ Francia/ Belgio/ Germania)
- 2018
  - Cold War (Zimna wojna), regia di Paweł Pawlikowski ( Polonia/ Regno Unito/ Francia)
  - Border - Creature di confine (Gräns), regia di Ali Abbasi ( Svezia/ Danimarca)
  - Dogman, regia di Matteo Garrone ( Italia/ Francia)
  - Girl, regia di Lukas Dhont ( Belgio/ Paesi Bassi)
  - Lazzaro felice, regia di Alice Rohrwacher ( Italia/ Francia/ Germania/ Svizzera)
- 2019
  - La favorita (The Favourite), regia di Yorgos Lanthimos ( Irlanda/ Regno Unito/ Stati Uniti)
  - Dolor y gloria, regia di Pedro Almodóvar ( Spagna)
  - I miserabili (Les Misérables), regia di Ladj Ly ( Francia)
  - Systemsprenger, regia di Nora Fingscheidt ( Germania)
  - Il traditore, regia di Marco Bellocchio ( Italia/ Francia/ Germania/ Brasile)
  - L'ufficiale e la spia (J'accuse), regia di Roman Polański ( Francia/ Italia)

### 2020
- 2020
  - Un altro giro (Druk), regia di Thomas Vinterberg ( Danimarca/ Svezia/ Paesi Bassi)
  - Berlin Alexanderplatz, regia di Burhan Qurbani ( Germania/ Paesi Bassi)
  - Corpus Christi (Boże Ciało), regia di Jan Komasa ( Polonia/ Francia)
  - Martin Eden, regia di Pietro Marcello ( Italia/ Francia)
  - Nabarvené ptáče, regia di Václav Marhoul ( Rep. Ceca/ Slovacchia/ Ucraina)
  - Undine - Un amore per sempre (Undine), regia di Christian Petzold ( Francia/ Germania)
- 2021
  - Quo vadis, Aida?, regia di Jasmila Žbanić ( Bosnia ed Erzegovina,  Austria,  Paesi Bassi,  Francia,  Polonia,  Norvegia,  Germania,  Romania,  Turchia)
  - Scompartimento n. 6 - In viaggio con il destino (Hytti nro 6), regia di Juho Kuosmanen ( Finlandia,  Russia,  Estonia,  Germania)
  - The Father - Nulla è come sembra (The Father), regia di Florian Zeller ( Regno Unito,  Francia)
  - È stata la mano di Dio, regia di Paolo Sorrentino ( Italia)
  - Titane, regia di Julia Ducournau ( Francia,  Belgio)
- 2022
  - Triangle of Sadness, regia di Ruben Östlund ( Svezia/ Regno Unito/ Germania/ Francia)
  - Alcarràs - L'ultimo raccolto (Alcarràs), regia di Carla Simón ( Spagna/ Italia)
  - Il corsetto dell'imperatrice (Corsage), regia di Marie Kreutzer ( Austria/ Lussemburgo/ Germania/ Francia)
  - Close, regia di Lukas Dhont ( Belgio/ Francia/ Paesi Bassi)
  - Holy Spider , regia di Ali Abbasi ( Danimarca/ Germania/ Svezia/ Francia)
- 2023
  - Anatomia di una caduta (Anatomie d'une chute), regia di Justine Triet ( Francia)
  - Foglie al vento (Kuolleet lehdet), regia di Aki Kaurismäki ( Finlandia/ Germania)
  - Green Border (Zielona granica), regia di Agnieszka Holland ( Polonia/ Francia/ Rep. Ceca/ Belgio)
  - Io capitano, regia di Matteo Garrone ( Italia/ Belgio)
  - La zona d'interesse (The Zone of Interest), regia di Jonathan Glazer ( Regno Unito/ Polonia)
- 2024
  - Emilia Pérez, regia di Jacques Audiard ·  Francia
  - Il seme del fico sacro (Dāne-ye anjīr-e ma'ābed), regia di Mohammad Rasoulof ·  Iran ·  Germania ·  Francia
  - La stanza accanto (La habitación de al lado), regia di Pedro Almodóvar ·  Spagna
  - The Substance, regia di Coralie Fargeat ·  Regno Unito
  - Vermiglio, regia di Maura Delpero ·  Italia ·  Francia ·  Belgio